# Trompowského útok
Trompowského útok (ECO A45) je šachové zahájení zavřených her ze skupiny her dámským pěšcem. Charakterizují ho tahy
1. d4 Jf6 2. Sg5
Zahájení se nejprve objevovalo zřídka, postupem času ale získávalo na popularitě a dnes je nejčastější alternativou mimo klasického vývinu s c4. Přináší originální a teoreticky neprozkoumané pozice. Jeho výskyt na nejvyšší úrovni zůstává vzácný.

## Historie
Zahájení je nazváno po brazilském šachistovi Octaviu Trompowském (1897–1984), který tuto ideu popularizoval již ve 30. letech 20. století. Popularita zahájení začala narůstat v 80. letech 20. století. Hrávat ho začali velmistři Julian Hodgson, Rafael Vaganjan, Michael Adams a od 90. let se začalo vzácně objevovat i v partiích světové špičky. V zápase o mistra světa FIDE 1997-1998 zahájení úspěšně v jedné partii použil Viswanathan Anand proti Anatoliji Karpovovi. V roce 2016 se k němu opět v zápase o titul mistra světa uchýlil v úvodní partii proti Sergeji Karjakinovi Magnus Carlsen, partie skončila remízou.

## Strategie
Bílý okamžitě napadá černého jezdce. Toho se černý snaží často využít protihrou po černých polích. Při výměně střelcem na f6 má černý dvojpěšce, kterého se snaží kompenzovat dvojicí střelců. Černý ale nejčastěji odpovídá výpadem 2... Je4 , po kterém je napaden bílý střelec. To nutí bílého se vyjádřit, čehož se často černý snaží využít aktivní protihrou. Černý jezdec na e4 ale nestojí často příliš pevně. Vznikají zajímavé pozice s šancemi na obou stranách. V řadě variant má černý horší pěšcovou strukturu, kterou mu kompenzuje aktivní protihra.

## Vedlejší varianty
1. d4 Jf6 2. Sg5
- 2... d6 3. Sxf6 exf6 s dalším g6 pozice bílého je aktivnější
- 2... g6 3. Sxf6 exf6 4. e3 d5 5. c4 dxc4 6. Sxc4 Sg7 bílý má aktivní pozici, černý má ale protišance díky dvojici střelců [7] (4... d6 přechází do varianty 2... d6)
- 2... c6 3. Sxf6 hraje-li později černý d5 hra přechází do této varianty

## Varianta e6
1. d4 Jf6 2. Sg5 e6

3. e4 h6 4. Sxf6 Dxf6 5. Jc3 d6 ve vzniklé pozici má bílý prostorovou převahu, černému pasivnější pozici kompenzuje dvojice střelců

## Varianta c5
1. d4 Jf6 2. Sg5 c5
- 3. Sxf6 gxf6 4. d5 Db6 5. Dc1 f5 s dalším Sg7, černý má horší pěšcovou formaci, kterou mu kompenzuje dvojice střelců
- 3. d5 Je4 4. Sc1 s nejasnou hrou 4. Sf4 - přechází do varianty 2... Je4

## Varianta d5
1. d4 Jf6 2. Sg5 d5
- 3. e3 s vyrovnanou hrou
- 3. Sxf6
  - 3... gxf6
  - 3... exf6 4. e3 černý má horší pěšcovou strukturu, což se snaží kompenzovat dvojici střelců

## Varianta Je4
1. d4 Jf6 2. Sg5 Je4
- 3. Sh4 c5 4. f3 g5 5. fxe4 gxh4 s protihrou černého
- 3. h4 tímto překvapivým tahem bílý umožňuje černému vzít střelce, v případě jeho vzetí má bílý tlak na sloupci h; hra je nejasná

## Hlavní varianta
1. d4 Jf6 2. Sg5 Je4 3. Sf4
- 3... d5
  - 4. e3 hra je v rovnováze
  - 4. f3 Jf6 4. e4 dxe4 5. Jc3 s kompenzací bílého za pěšce, oproti zahájení Blackmar-Diemerův gambit tu má bílý o tempo víc.
- 3... c5
  - 4. d5 Db6 5. Sc1 s nejasnou hrou
  - 4. f3
    - 4... Jf6
    - 4... Da5+ 5. c3 Jf6
      - 6. d5 Db6 7. Sc1 e6 8. c4 s nejasnou hrou ; nebo 7. e4 Dxb2 8. Jd2 Dxc3 9. Sc7 s kompenzací
      - 6. Jd2 cxd4 7. Jb3 Db6 8. Dxd4 Jc6 9. Dxb6 axb6 v koncovce má černý horší pěšcovou strukturu, protihru mu ale zajišťuje volný sloupec a.[8]